# Jan Bohumil Ceyp z Peclinovce

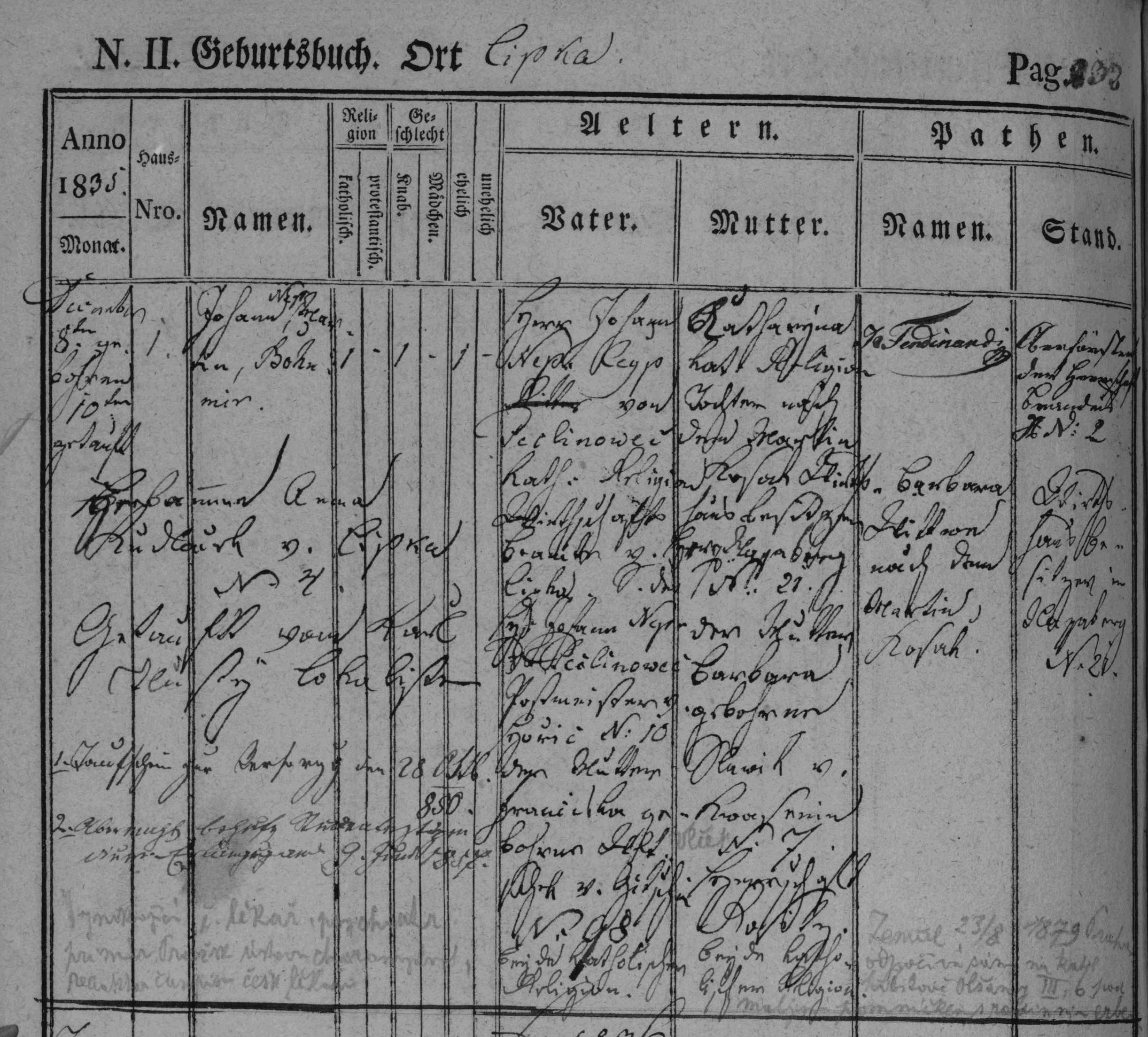
matriční zápis o narození a křtu Jana Bohumila Ceypa (matrika N 1811-1839 Modletín, Lipka (SOA Zámrsk))

Jan Bohumil Ceyp z Peclinovce (8. prosince 1835 Lipka u Nasavrk – 23. srpna 1879 Praha) byl český lékař-psychiatr, primář pražského ústavu choromyslných. Psal odborné články do Časopisu českých lékařů. Vydal sbírku balad Zvuky večerní.

## Život
Pocházel ze starého královéhradeckého rodu, jehož zakladatelem byl Martin Cejp z Peclinovce. Narodil se 8. prosince 1835 v Lipce na Chrudimsku do rodiny Jan Nep. Ceyp rytíře z Peclinovce, pojezdného na panství knížete Auersperga. Do matriky byl zapsán v nedaleké obci Modletín jako Jan Nepomuk Martin Bohumír Ceyp z Peclinovce.
V patnácti letech osiřel, poté co oba jeho rodiče zemřeli na choleru.
Absolvoval gymnázium v Německém Brodě a Praze, poté vystudoval pražskou lékařskou fakultu. Pět let pracoval ve všeobecné nemocnici. Od roku 1866 se plně věnoval léčení duševních poruch a stal se předním pražským psychiatrem. Později byl jmenován primářem ústavu choromyslných v Praze.
Byl spoluredaktorem Časopisu českých lékařů, do něhož přispěl řadou odborných článků např. o Basedovské nemoci, spále, příjici, zánětu jater a duševních poruchách.
Nebyl příliš společenský, ale byl oceňovaný jako obětavý lékař a oddaný přítel. Zemřel 23. srpna 1879 (podle jiných zdrojů již 22. srpna) na mrtvici[nepřesný odkaz], následovanou zápalem plic. Pohřben byl na Olšanech.

## Dílo
Vedle odborných lékařských článků (viz výše) vydal v roce 1856 sbírku balad, Zvuky večerní. Byla psána ve starém stylu, neodpovídala dobovému vkusu a neměla většího ohlasu u čtenářů. V básních píše o lásce, hrdinství, vyznívá z nich romantika a smířlivý tón. Některé z nich přeložil Alfred Waldau do němčiny.